# Ludmila Dvořáková
Ludmila Dvořáková (11. července 1923 – 30. července 2015) byla česká operní pěvkyně-sopranistka. Narodila se v Kolíně; v roce 1954 začala spolupracovat s pražským Národním divadlem, v té době také s Vídeňskou státní operou a roku 1960 s Berlínskou státní operou. Roku 1966 spolupracovala s newyorskou Metropolitní operou. Několikrát se představila na Hudebních slavnostech v Bayreuthu. V roce 2002 byla oceněna cenou Thálie za celoživotní mistrovství v oboru opery. V roce 2012 získala cenu Antonína Dvořáka. Zemřela roku 2015 při požáru svého domu.

## Metropolitní opera
V letech 1966–1968 hostovala v Metropolitní opeře v New Yorku. Poprvé zde vystoupila 12. ledna 1966 jako Leonora ve Fideliovi, její poslední vystoupení v MET byla Ortrud v Lohengrinovi dne 23. března 1968. Ztvárnila zde role:
- Leonora – Ludwig van Beethoven: Fidelio
- Isolda – Richard Wagner: Tristan a Isolda
- Ortrud – Richard Wagner: Lohengrin[7]
- Chrysothemis – Richard Strauss: Elektra
- Senta – Richard Wagner: Bludný Holanďan[6]